# Jean Laudet
Jean Maurice Laudet (* 5. August 1930 in Nevers) ist ein ehemaliger französischer Kanute.

## Erfolge
Jean Laudet gewann bei den Olympischen Spielen 1952 in Helsinki die Goldmedaille im Zweier-Canadier. Auf der 10.000-Meter-Strecke starteten er und Georges Turlier in einer neun Boote umfassenden Konkurrenz, die sie in einer Rennzeit von 54:08,3 Minuten als Olympiasieger abschlossen. Sie kamen mit einem Vorsprung von 1,6 Sekunden vor den zweitplatzierten Kanadiern Kenneth Lane und Donald Hawgood und einem Vorsprung von 19,8 Sekunden auf die Deutschen Egon Drews und Wilfried Soltau ins Ziel.